# Mexcala farsensis
Mexcala farsensis är en spindelart som beskrevs av Dmitri Viktorovich Logunov 200. Mexcala farsensis ingår i släktet Mexcala och familjen hoppspindlar. Inga underarter finns listade i Catalogue of Life.